# Vicia qatmensis
Vicia qatmensis — вид квіткових рослин з родини бобових (Fabaceae). Ареал: Сирія.

## Середовище
Vicia qatmensis є ендемічним видом для Сирії, зустрічається на висотах від 470 до 1040 метрів над рівнем моря. Vicia qatmensis зустрічається на лісових та перелісових узліссях, у кальцієвих коричневих, терра-росса та лісових коричневих ґрунтах.